# Santo Tomás Mazaltepec
Santo Tomás Mazaltepec è un comune del Messico, situato nello stato di Oaxaca.